# غاريث جونز (لاعب اتحاد الرغبي)
غاريث جونز (بالإنجليزية: Gareth Jones)‏ (و. 1979 – 2008 م) هو لاعب اتحاد الرغبي من المملكة المتحدة، وويلز، توفي في كارديف، عن عمر يناهز 29 عاماً.